# Tiê-preto
Tachyphonus coronatus, conhecido popularmente com tiê-preto, é uma espécie de ave da família Thraupidae pertencente ao gênero Tachyphonus. É nativo do centro-sudeste da América do Sul.

## Etimologia
Seu nome vem do tupi tié, nome comum a pássaros da família dos traupídeos. 

## Taxonomia e etimologia
É uma espécie monotípica. Os amplos estudos filogenéticos recentes de Burns et al. (2014) demonstraram que essa é uma espécie irmã da pipira-preta e o par formado por ambas é irmão do tem-tem-de-dragona-vermelha.
O tiê-preto foi descrito pela primeira vez pelo naturalista francês Louis Jean Pierre Vieillot em 1822 sob o nome científico Agelaius coronatus, tendo como localidade-tipo o Paraguai.
O nome do gênero "Tachyphonus" deriva da palavra grega “takhuphōnos”, que significa  “que fala rápido”; e o epíteto específico “coronatus”, tem origem no latim: “coronado”, em referência à crista vermelha presente na espécie que nem sempre está visível.

## Distribuição e hábitat
O tiê-preto se distribui no sudeste e no sul do Brasil (do sul da Bahia e de Minas Gerais até o Rio Grande do Sul), no leste do Paraguai e no nordeste da Argentina (Misiones).
Esta espécie é considerada comum em seu habitat natural: o estrato inferior e as bordas de florestas úmidas subtropicais ou tropicais e florestas montanas da Mata Atlântica e áreas anteriormente florestadas fortemente degradadas, até cerca de 1.300 m de altitude.